# 巴伯縣 (阿拉巴馬州)
巴伯縣（英語：Barbour County）是美國亞拉巴馬州東南部的一個縣，東鄰喬治亞州。面積2,343平方公里，人口29,038人（美國2000年人口普查）。首府克萊頓（Clayton）。
建於1832年12月18日，縣名紀念維吉尼亞州州長詹姆斯·巴伯（James Barbour）。
美國海軍巴伯縣號戰車登陸艦即以該縣為名。